# La chica invisible
La chica invisible és una sèrie de televisió espanyola de thriller produïda per Morena Films per a Disney+, basada en la trilogia homònima de novel·les de Blue Jeans. És protagonitzada per Daniel Grao, Zoe Stein, Rebeca Matellán, Pablo Gómez-Pando, Javier Córdoba, Marta Vallés i Hugo Welzel. La seva estrena en Disney+ va ser el 15 de febrer de 2023.

## Trama
Aurora Ríos és invisible per a gairebé tots. Els esdeveniments del passat han fet que s'aïlli del món i que a penes es relacioni. Ella no té amics i està farta que els habitants d'aquell poble parlin a la seva esquena. Una nit de maig, la seva mare no la troba a casa quan torna del treball. No és l'habitual. Aurora apareix morta l'endemà al matí al pati del seu institut, el Rubén Darío. Té un cop al cap i han deixat una brúixola al costat del seu cos. Qui és el responsable d'aquell terrible succés? Julia Plaza, companya de classe de la noia invisible, està obsessionada amb trobar la resposta. La seva gran intel·ligència i la seva memòria prodigiosa li serveixen per a realitzar el cub de Rubik en cinquanta segons o ser invencible jugant als escacs. Però podrà ajudar al seu pare en la resolució d'aquell enigma? El seu pare, Miguel Ángel, sergent de la Policia Judicial de la Guàrdia Civil, és l'encarregat de la recerca. Julia, al costat del seu inseparable amic Emilio, un noi molt particular amb una mirada inquietant, tractarà de fer tot el que sigui a la seva mà perquè l'assassinat d'Aurora Ríos no quedi impune. Aconseguiran esbrinar qui és l'Assassí de la brúixola i què hi ha darrere d'aquella estranya mort?

## Repartiment

### Repartiment principal
- Daniel Grao com Miguel Ángel
- Zoe Stein com Julia

### Repartiment recurrent
- Tábata Cerezo com Maite
- Hugo Welzel com Iván
- Font García com Montero
- Rebeca Matellán com Virginia
- Pablo Gómez-Pando com Jona
- Javier Córdoba com Emi
- Marta Vallés com Aurora
- Tamara Arias com Alicia
- Ignacio Mateos com Bernardo
- Juanfra Juárez com Fernando
- Numa Paredes com Vanesa
- Juan Carlos Villanueva com Lázaro
- José Bustos com Ferrer
- Julián Candón com Jesús
- Marta Hoyos com Patri

## Capítols
| Núm. | Títol                      | Direcció             | Guió                              | Data d'emissió original |
| ---- | -------------------------- | -------------------- | --------------------------------- | ----------------------- |
| 1    | «La chica invisible»       | Norberto López Amado | Carmen López-Areal y Marina Efron | 15 de febrer de 2023    |
| 2    | «El asesino de la brújula» | Norberto López Amado | Antonio Hernández Centeno         | 15 de febrer de 2023    |
| 3    | «El enigma»                | Norberto López Amado | Ramón Tarrés                      | 15 de febrer de 2023    |
| 4    | «Duelo»                    | Aritz Moreno         | Antonio Hernández Centeno         | 15 de febrer de 2023    |
| 5    | «La caza de la paloma»     | Aritz Moreno         | Ramón Tarrés                      | 15 de febrer de 2023    |
| 6    | «Tezaru»                   | Norberto López Amado | Antonio Hernández Centeno         | 15 de febrer de 2023    |
| 7    | «Mentiras»                 | Norberto López Amado | Ramón Tarrés                      | 15 de febrer de 2023    |
| 8    | «Jaque mate»               | Norberto López Amado | Carmen López-Areal i Marina Efron | 15 de febrer de 2023    |

## Producció
El 16 d'abril de 2020, l'escriptor Blue Jeans va anunciar que la productora Morena Films havia adquirit els drets de la seva trilogia de novel·les La chica invisible, per a adaptar-les a sèrie de televisió. El juliol de 2022, Daniel Grao i Zoe Stein foren anunciats com els actors protagonistes de la sèrie, que seria dirigida per Norberto López Amado i Aritz Moreno i conclouria el seu rodatge a finals del mateix mes.

## Llançament
Al juliol de 2022, juntament amb l'anunci dels actors protagonistes, es va confirmar que Disney+ havia comprat la sèrie, amb vista a estrenar-la en 2023. El 12 de gener de 2023, Disney+ va treure el primer teaser de la sèrie i va anunciar que s'estrenaria en la plataforma el 15 de febrer de 2023.